# Ана Тіжу

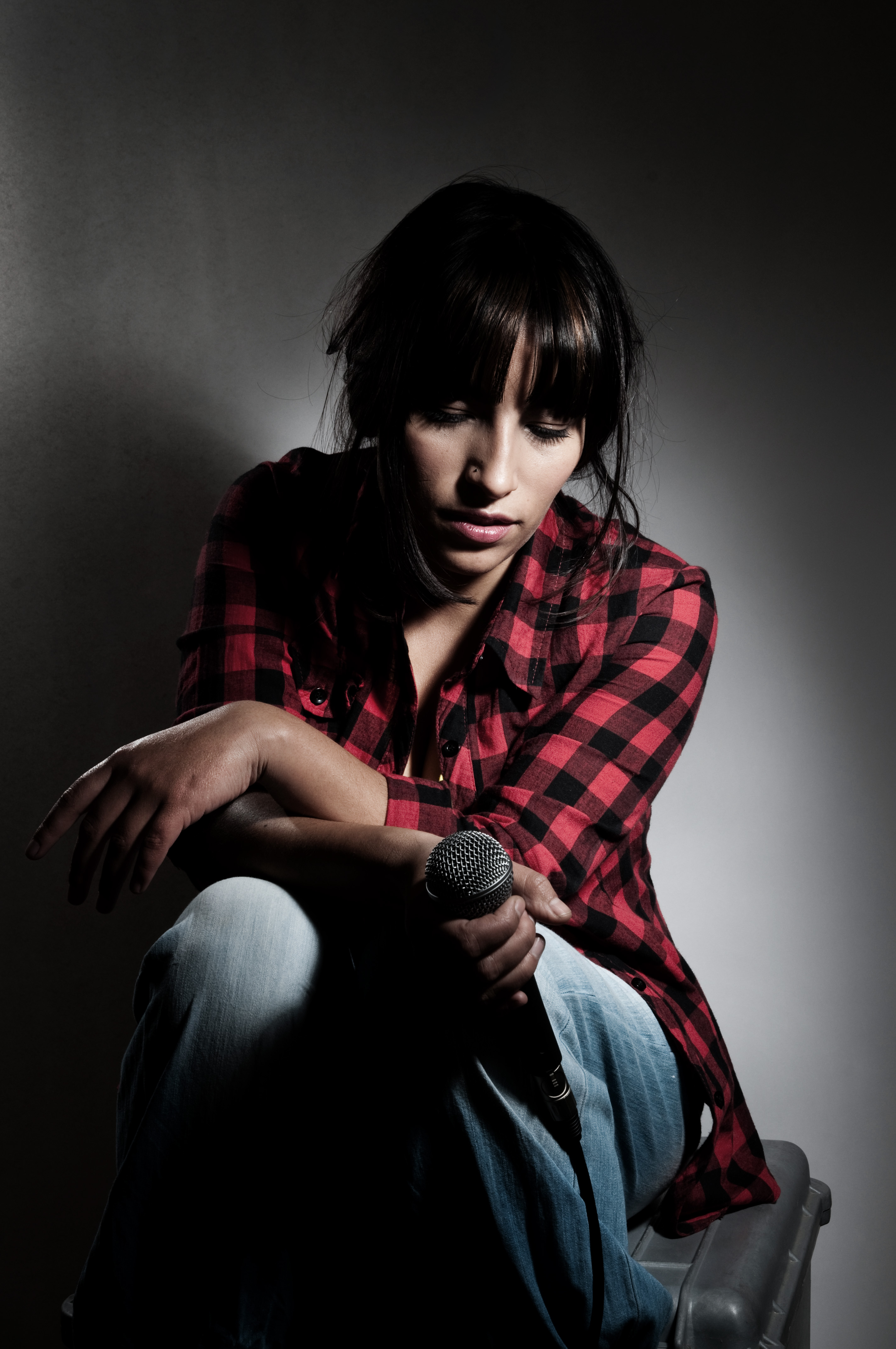
Ана Тіжу

Ана Марі́я Мері́но Тіжу́ (ісп. Ana María Merino Tijoux, нар. 12 червня 1977 у Ліллі, Франція) — французько-чилійська музикантка. Прославилася в Латинській Америці як MC хіп-хоп гурту Makiza в кінці 1990-их. Світову популярність здобула після виходу свого другого сольного альбому "1977", однойменна пісня з якого увійшла до саундтреку серіалу "Пуститися берега" та відеогри FIFA 11.
Батьки Ани — чилійські політичні біженці, що покинули Чилі під час диктатури Авґусто Піночета.

## Дискографія
Makiza
- Vida Salvaje (1998)
- Aerolíneas Makiza (1999)
- Vida Salvaje (Remasterizado) (2004)
- Casino Royal (2005)

Сольні
- 2006 I Love Bruce Lee Unreleased
- 2007 Kaos
- 2010 1977
- 2011 Elefant Mixtape [8]
- 2011 La Bala
- 2014 Vengo

Спільні
- "Santiago penando estás" – Después de Vivir un Siglo - Tributo a Violeta Parra (2001)
- "Subdemo" – FDA
- "Uno, dos: bandera" – Control Machete
- "Roda Do Funk" – Funk Como Le Gusta
- "Lo que tú me das" – Julieta Venegas
- Eres para mí – Julieta Venegas
- "Freno de mano" – Los Tres
- "La medicina" – Los Tetas
- "Supervielle" – Bajofondo Tango Club
- "Música para después del almuerzo – Bitman & Roban
- "E.L.H.Y.L.D." – Hordatoj
- "Tú y tu mirar, yo y mi canción" – Los Bunkers
- "No me digas" – Sayag Jazz Machine
- "Veneno" – Aerstame
- "Ayer" – Hordatoj (El tintero)
- "Si te preguntan" – Los Aldeanos
- "Suena" - Ondatrópica produced by Will Holland & Mario Galeano (2012)[9]
- "Hypnotized" – Morcheeba
- "Somos Sur" - Shadia Mansour
- "Sr.Cobranza 25 años" – Las Manos de Filippi
- "Hit Me" – MTV Unplugged Molotov (2018)